# Спектрометрія
Спектрометрія (рос. спектрометрия, англ. spectrometry, нім. Spektrometrie f) — частина спектроскопії, в якій розробляють методи одержання спектрів випромінювання і спектральних характеристик (положення ліній і смуг, довжини хвиль тощо), вивчають джерела випромінювання (емісійна спектроскопія) або поглинання хвиль у різних середовищах (абсорбційна спектроскопія).